# Швидкість хімічної реакції

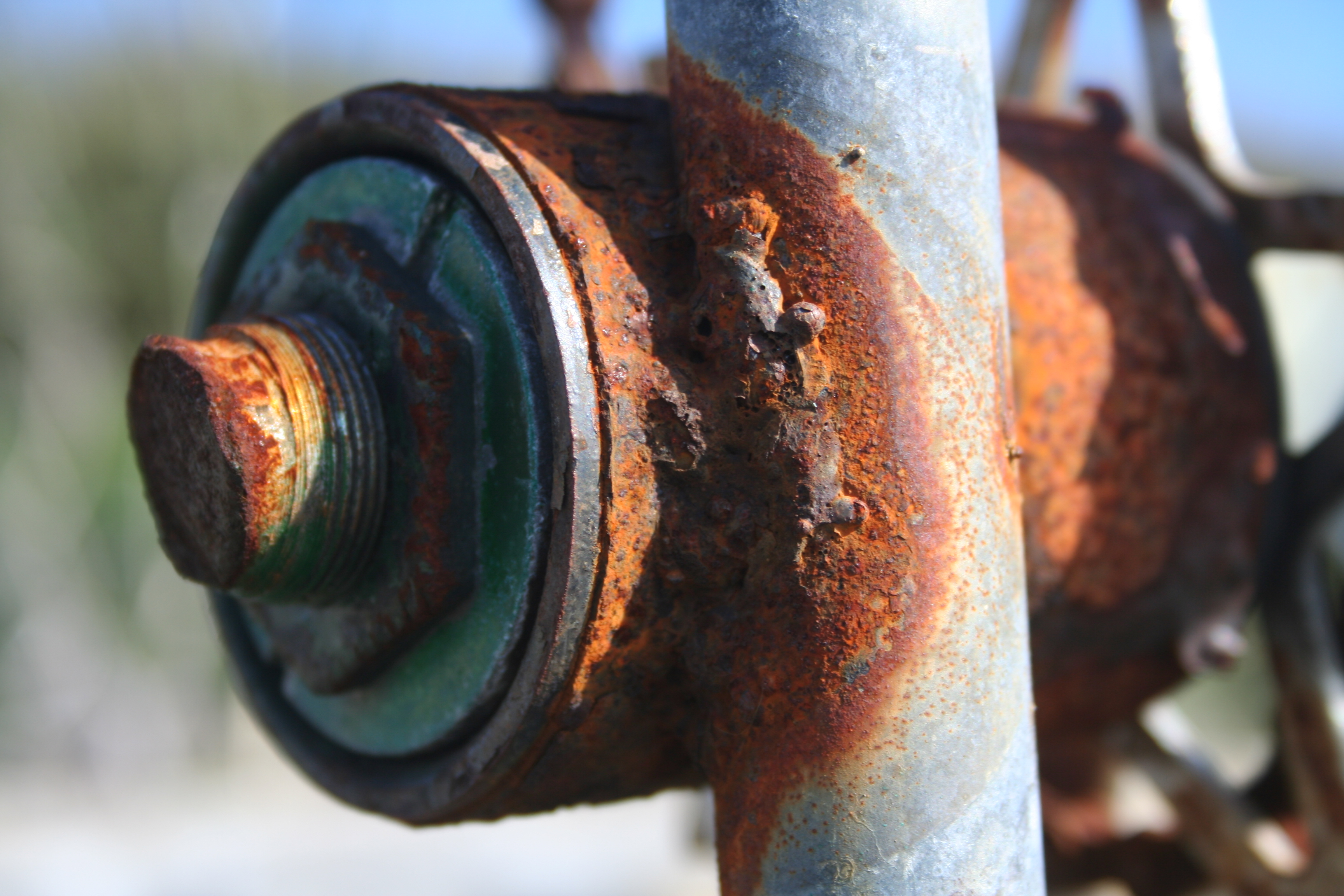
Іржавіння — хімічна реакція з малою швидкістю

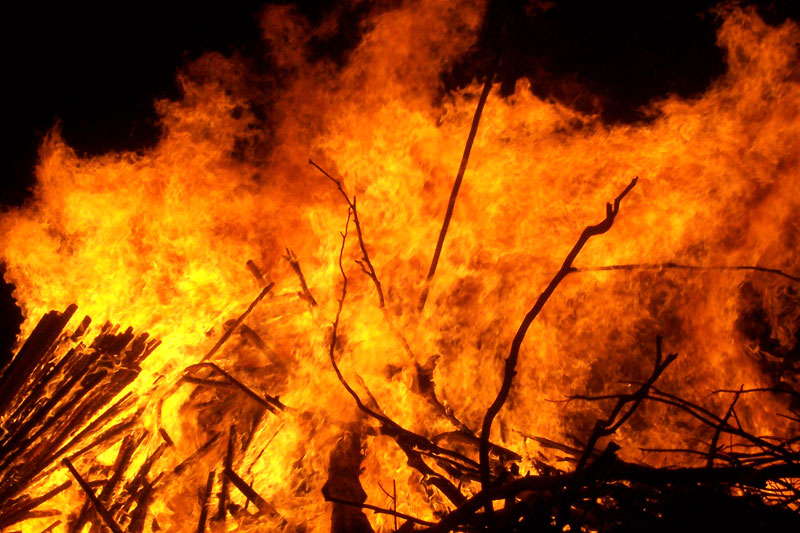
Горіння — хімічна реакція з великою швидкістю

Інтенсивність проходження хімічних реакцій визначається швидкістю, тобто зміною концентрації реагенту або продукту реакції за одиницю часу:
{\displaystyle v_{R}=-{\frac {\Delta c_{\mathrm {A} }}{\Delta t}}}
де С – молярна концентрація реагенту, а t – час. Мінус перед правим членом обумовлений зниженням концентрації реагенту в ході реакції. У виразі швидкості реакції за зміною концентрації продукту реакції мінус не ставиться. Отже, швидкість реакції завжди додатна.
Швидкість хімічної реакції залежить від:
- природи реагентів;
- концентрації реагентів (див. закон діючих мас, але для більшості реакцій ця залежність складніша);
- температури: при підвищенні температури на кожні 10°С швидкість реакції зростає у два-чотири рази (правило Вант-Гоффа). Уточнює це твердження рівняння Арреніуса, див. також енергія активації;
- присутності каталізатора;
- випромінення — ультрафіолетового, мікрохвильового[en] тощо.

## Виродження шляху реакції
(англ. reaction path degeneracy)
Фактор, введений в теорії швидкостей реакцій з метою відображення того факту, що реакція може відбуватись кількома еквівалентними шляхами. Наприклад, процес:
Cl + H2 → HCl + H
має виродження шляху реакції рівне 2, бо атом хлору може відривати один з двох атомів Н молекули. Інколи його називають статистичним фактором реакції.